# Листер, Скотт
Скотт Листер (англ. Scott Lyster; род. 22 января 1987, Ванкувер, Канада) — канадский актёр кино и телевидения.

## Биография
Скотт Листер родился 22 января 1987 года в Ванкувере. Дебютировал в 2007 году на телевидении, снявшись в одном эпизоде сериала «Бионическая женщина». В 2010-х Листер познакомился с режиссёром Дженнифер Уэсткотт, в 2011 сыграл Майлза в её короткометражке «The Trailer Park Holiday», а позднее исполнил главную роль в полнометражном дебюте Уэсткотт — инди-фильме «Запертые в гараже».
Также, с 2015 по 2018 играл роль Перри в серии телевизионных фильмов канала Hallmark «Тайны Авроры Тигарден», по мотивам серии детективных новелл писательницы Шарлин Харрис. В 2016 снялся в психологическом триллере «Невидимый».

## Фильмография

### Кино и телевидение
| Год  |     | Русское название       | Оригинальное название    | Роль                      |
| ---- | --- | ---------------------- | ------------------------ | ------------------------- |
| 2007 | с   | Бионическая женщина    | Bionic Woman             | один парень               |
| 2009 | тф  | Полярная буря          | Polar Storm              | Кевин                     |
| 2009 | ф   | Короткий путь          | The Shortcut             | Даги                      |
| 2009 | тф  | Войны в женской общаге | Sorority Wars            | Пи-Джей                   |
| 2010 | ф   | Фрэнки и Элис          | Frankie & Alice          | Пит Прескотт              |
| 2010 | с   | Ясновидец              | Psych                    | Рэнди Джексон             |
| 2011 | кор |                        | The Trailer Park Holiday | Майлз                     |
| 2012 | с   | Стрела                 | Arrow                    | Шэйн Колвин               |
| 2012 | ф   | Запертые в гараже      | Locked in a Garage Band  | Ричи                      |
| 2015 | с   | Олимп                  | Olympus                  | молодой стражник в Афинах |
| 2015 | с   | Кедровая бухта         | Cedar Cove               | Кэл Паттенсон             |
| 2016 | ф   | Невидимый              | The Unseen               | Нельсон                   |
| 2017 | ф   | Это — ваша смерть      | This Is Your Death       | Зак                       |
| 2017 | с   | Бестия                 | Rogue                    | Торогуд                   |

### Фильмы о Авроре Тигарден
| Год  |    | Русское название                              | Оригинальное название                                   | Роль       |
| ---- | -- | --------------------------------------------- | ------------------------------------------------------- | ---------- |
| 2015 | тф | Настоящие убийства: Тайна Авроры Тигарден     | Real Murders: An Aurora Teagarden Mystery               | Перри Делл |
| 2016 | тф | Три спальни, один труп: Тайна Авроры Тигарден | Three Bedrooms, One Corpse: An Aurora Teagarden Mystery | Перри Делл |
| 2016 | тф | Дом Юлиев: Тайна Авроры Тигарден              | The Julius House: An Aurora Teagarden Mystery           | Перри Делл |
| 2017 | тф | Dead Over Heels: Тайна Авроры Тигарден        | Dead Over Heels: An Aurora Teagarden Mystery            | Перри Делл |
| 2018 | тф | Last Scene Alive: Тайна Авроры Тигарден       | Last Scene Alive: An Aurora Teagarden Mystery           | Перри Делл |